# Слизь

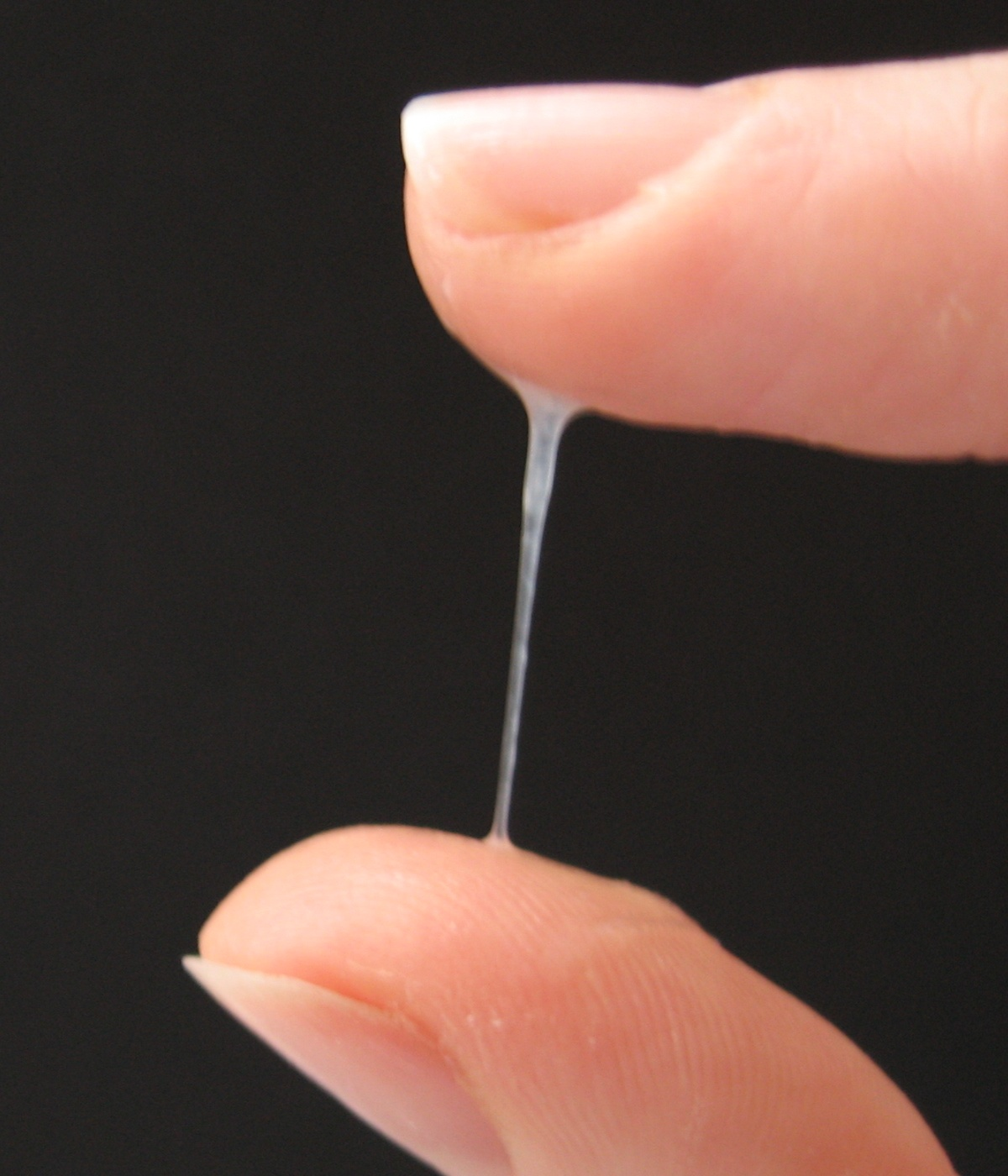

Слизь — продукт секреции клеток, в многоклеточных организмах — преимущественно эпителиальной ткани слизистых оболочек. Это вязкое вещество чаще всего состоит из гликозаминогликанов, также часто содержит некоторые антисептики (например, лизоцим) и иммуноглобулины, которые служат для защиты эпителиальных клеток лёгких, желудочно-кишечного тракта, мочеполовой системы, зрения и слуха у млекопитающих; эпидермиса у земноводных, жабр у рыб. Улитки, слизняки и некоторые беспозвоночные также производят слизь, которая, помимо защитной функции (как слизистой, так и от хищников из-за неприятного вкуса), может облегчить передвижение и играть свою роль при коммуникации.